# Sinacroneuria longwangshana
Sinacroneuria longwangshana är en bäcksländeart som först beskrevs av Yang, D. och C. Yang 1998.  Sinacroneuria longwangshana ingår i släktet Sinacroneuria och familjen jättebäcksländor. Inga underarter finns listade i Catalogue of Life.